# Jaronice
Jaronice (německy Jaronitz) jsou osada, část obce Dubné v okrese České Budějovice v Jihočeském kraji. Leží zhruba deset kilometrů severozápadně od Českých Budějovic mezi rybníkem Vyšatov a obcí Žabovřesky. V roce 2011 zde trvale žilo 111 obyvatel.

## Historie a charakter
První písemná zmínka o Jaronicích pochází z roku 1378. Území Jaronic má charakter venkovského osídlení bez průmyslu. V obecní budově se konají volby a občasné společenské akce, v pravé části budovy je pak hasičská zbrojnice. Některá ze stavení slouží pouze jako rekreační objekty.

## Obyvatelstvo
| Rok            | 1869 | 1880 | 1890 | 1900 | 1910 | 1921 | 1930 | 1950 | 1961 | 1970 | 1980 | 1991 | 2001 | 2011 | 2021 |
| -------------- | ---- | ---- | ---- | ---- | ---- | ---- | ---- | ---- | ---- | ---- | ---- | ---- | ---- | ---- | ---- |
| Počet obyvatel | 196  | 187  | 185  | 184  | 174  | 175  | 175  | 122  | 102  | 84   | 78   | 81   | 82   | 111  | 151  |
| Počet domů     | 29   | 30   | 30   | 30   | 30   | 31   | 32   | 32   | 32   | 27   | 26   | 34   | 37   | 45   | 52   |

## Obecní správa
V letech 1850–1943 byly Jaronice samostatnou obcí, až do roku 1890 i s osadou Křenovice. Během války v letech 1943–1945 patřily k obci Žabovřesky, do 29. února 1960 existovaly opět samostatně jako obec, od 1. března 1960 do 11. června 1960 spadaly pod obec Křenovice a od 12. června 1960 jsou částí obce Dubné.

## Pamětihodnosti

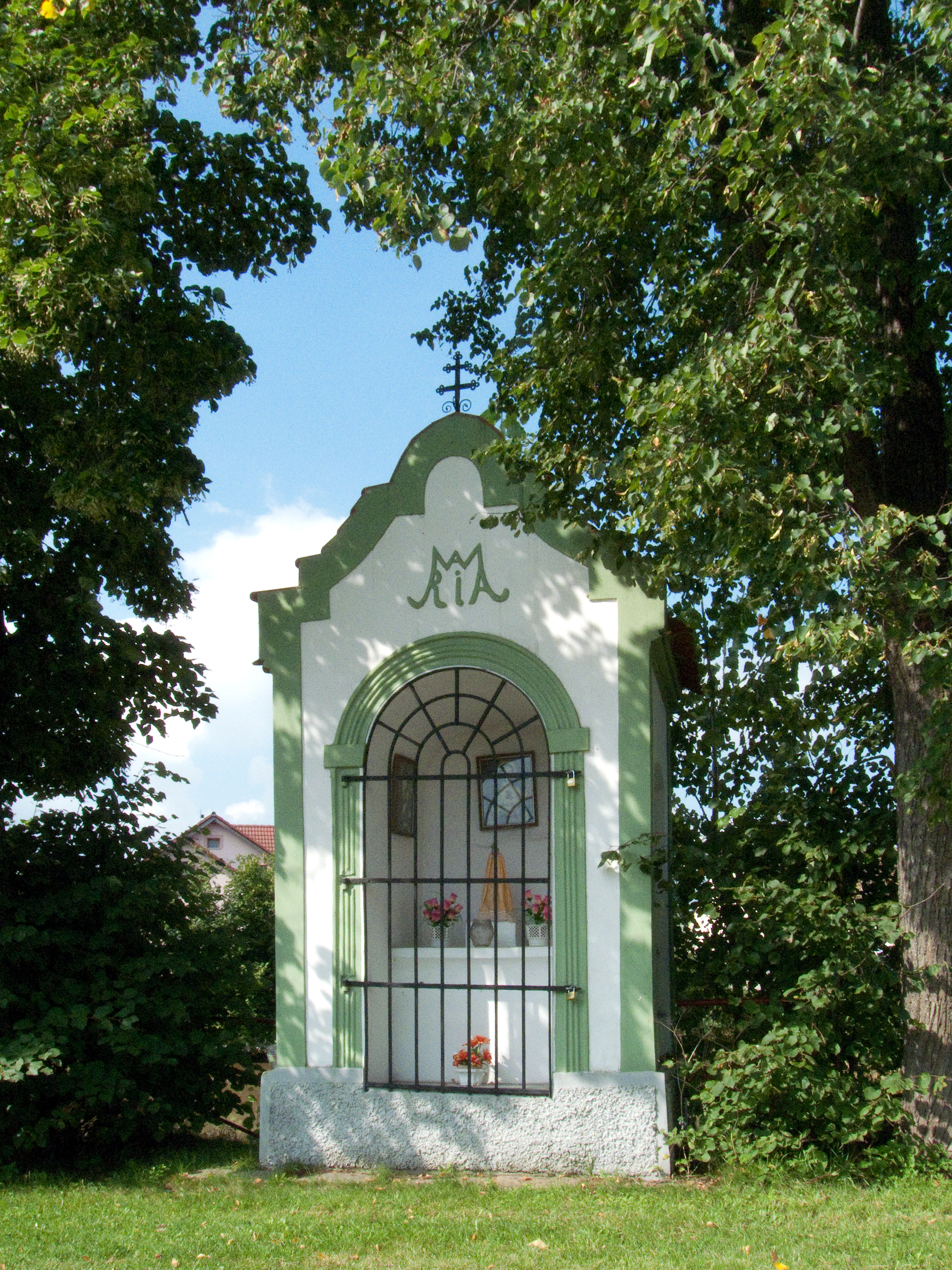
Rekonstruovaná kaplička

- Celá vesnice představuje dobře zachovaný soubor lidové architektury. Ve štítech domů se často vyskytuje nika se soškou a zajímavé jsou střechy s přesahující ozdobně zakončenou konstrukcí krovu.[9]
- Památník padlých z první světové války
- Výklenková kaple z roku 1908[10] nacházející se u rybníčku